# Phylloxiphia punctum
Phylloxiphia punctum là một loài bướm đêm thuộc họ Sphingidae. Nó được tìm thấy ở savanna từ đông bắc Nam Phi to Zimbabwe, Zambia, Cộng hòa Dân chủ Congo và Tanzania.
Chiều dài cánh trước khoảng 35 mm. 